# Montesia fasciolata
Montesia fasciolata är en skalbaggsart som beskrevs av Maria Helena M. Galileo och Martins 1990. Montesia fasciolata ingår i släktet Montesia och familjen långhorningar.
Artens utbredningsområde är Costa Rica. Inga underarter finns listade i Catalogue of Life.